# Evolução do Colégio dos Cardeais sob o pontificado de Gregório XVI
Este artigo apresenta as evoluções dentro do Colégio Sagrado durante o pontificado do Papa Gregório XVI , desde a abertura do conclave que o elegeu , o14 de dezembro de 1830até sua morte em 1 st de Junho de 1846.

## Composição por Consistório
| Concistoro                   | 1831 | 1846 |
| ---------------------------- | ---- | ---- |
| Fevereiro 1801               | 4    |      |
| Janeiro 1803                 | 1    |      |
| Julho 1803                   | 1    |      |
| Março 1804                   | 1    | 1    |
| Março 1816                   | 7    |      |
| Outubro 1817                 | 1    |      |
| Junho 1819                   | 1    |      |
| Setembro 1819                | 1    |      |
| Março 1823                   | 8    | 1    |
| Consistórios de Pio VII      | 25   | 2    |
| Maio 1824                    | 2    |      |
| Setembro 1824                | 3    | 1    |
| Dezembro 1824                | 2    | 1    |
| Março 1825                   | 2    |      |
| Março 1826                   | 2    | 1    |
| Outubro 1826                 | 9    | 4    |
| Junho 1827                   | 2    |      |
| Dezembro 1828                | 2    |      |
| Consistórios de Leão XII     | 24   | 7    |
| Julho 1829                   | 1    |      |
| Março 1830                   | 3    |      |
| Julho 1830                   | 1    |      |
| Consistórios de Pio VIII     | 5    |      |
| Setembro 1831                |      | 5    |
| Julho 1832                   |      | 1    |
| Abril 1833                   |      | 1    |
| Julho 1833                   |      | 1    |
| Janeiro 1834                 |      | 1    |
| Junho 1834                   |      | 4    |
| Abril 1835                   |      | 2    |
| Fevereiro 1836               |      | 2    |
| Maio 1837                    |      | 2    |
| Fevereiro 1838               |      | 8    |
| Setembro 1838                |      | 2    |
| Novembro 1838                |      | 1    |
| Fevereiro 1839               |      | 1    |
| Julho 1839                   |      | 1    |
| Dezembro 1839                |      | 4    |
| Dezembro 1840                |      | 1    |
| Março 1841                   |      | 1    |
| Julho 1841                   |      | 1    |
| Janeiro 1842                 |      | 2    |
| Janeiro 1843                 |      | 3    |
| Junho 1843                   |      | 1    |
| Janeiro 1844                 |      | 3    |
| Julho 1844                   |      | 3    |
| Janeiro 1846                 |      | 3    |
| Consistórios de Gregório XVI |      | 53   |
| Total                        | 54   | 62   |

## Evolução Digital durante o pontificado
| Data                    | Evento                                                                        | País       | Total |
| ----------------------- | ----------------------------------------------------------------------------- | ---------- | ----- |
| 14 de dezembro de 1830  | Cardeais no momento da Conclave de 1830-1831                                  | Vaticano   | 54    |
| 2 de fevereiro de 1831  | Eleição papal do Cardeal Mauro Cappellari como Papa Gregório XVI              | Vaticano   | 53    |
| 25 de fevereiro de 1831 | Morte do Cardeal Belisario Cristaldi (66 anos)                                | Itália     | 52    |
| 23 de julho de 1831     | Morte do Cardeal Rodolfo da Áustria (43 anos)                                 | Áustria    | 51    |
| 13 de setembro de 1831  | Morte do Cardeal Alexander Rudnay (70 anos)                                   | Hungria    | 50    |
| 30 de setembro de 1831  | criação de 2 Cardeais + 10 In Pectore:                                        | Vaticano   | 52    |
| 30 de setembro de 1831  | Luigi Emmanuele Nicolo Lambruschini, B.                                       | Itália     | 52    |
| 30 de setembro de 1831  | Giuseppe Antonio Sala                                                         | Itália     | 52    |
| 12 de dezembro de 1831  | Morte do Cardeal Ignazio Nasalli-Ratti (81 anos)                              | Itália     | 51    |
| 31 de dezembro de 1831  | Morte do cardeal Teresio Maria Carlo Vittorio Ferrero della Marmora (74 anos) | Itália     | 50    |
| 29 de janeiro de 1832   | Morte do Cardeal Bonaventura Gazzola, O.F.M. (87 anos)                        | Itália     | 49    |
| 2 de abril de 1832      | Morte do Cardeal Raffaele Mazio (66 anos)                                     | Itália     | 48    |
| 2 de maio de 1832       | Morte do cardeal Cesare Guerrieri Gonzaga (82 anos)                           | Itália     | 47    |
| 2 de julho de 1832      | criação de 2 Cardeais + 7 Revelação In Pectore:                               | Vaticano   | 56    |
| 2 de julho de 1832      | Benedetto Cappelletti                                                         | Itália     | 56    |
| 2 de julho de 1832      | Luigi Del Drago                                                               | Itália     | 56    |
| 2 de julho de 1832      | Ludovico Gazzoli                                                              | Itália     | 56    |
| 2 de julho de 1832      | Alessandro Giustiniani                                                        | Itália     | 56    |
| 2 de julho de 1832      | Francesco Maria Pandolfi Alberici                                             | Itália     | 56    |
| 2 de julho de 1832      | Ugo Pietro Spinola                                                            | Itália     | 56    |
| 2 de julho de 1832      | Francesco Tiberi Contigliano                                                  | Itália     | 56    |
| 2 de julho de 1832      | Mario Mattei                                                                  | Itália     | 56    |
| 2 de julho de 1832      | Giuseppe Maria Velzi, O.P.                                                    | Itália     | 56    |
| 10 de junho de 1832     | Morte do Cardeal Benedetto Naro (88 anos)                                     | Itália     | 55    |
| 17 de dezembro de 1832  | Morte do Cardeal Luigi Ruffo Scilla (82 anos)                                 | Itália     | 54    |
| 2 de março de 1833      | Morte do Cardeal Tommaso Arezzo (76 anos)                                     | Itália     | 53    |
| 2 de agosto de 1833     | Morte do cardeal Louis François-Auguste de Rohan Chabot (44 anos)             | França     | 52    |
| 15 de abril de 1833     | criação de 2 Cardeais + 1 Revelação In Pectore:                               | Vaticano   | 55    |
| 15 de abril de 1833     | Francesco Serra Casano                                                        | Itália     | 55    |
| 15 de abril de 1833     | Castruccio Castracane degli Antelminelli                                      | Itália     | 55    |
| 15 de abril de 1833     | Lorenzo Girolamo Mattei                                                       | Itália     | 55    |
| 24 de julho de 1833     | Morte do Cardeal Lorenzo Girolamo Mattei (85 anos)                            | Itália     | 54    |
| 29 de julho de 1833     | criação de 2 Cardeais:                                                        | Vaticano   | 56    |
| 29 de julho de 1833     | Filippo Giudice Caracciolo, C.O.                                              | Itália     | 56    |
| 29 de julho de 1833     | Jacobo Monico                                                                 | Itália     | 56    |
| 15 de novembro de 1833  | Morte do cardeal Giovanni Caccia-Piatti (82 anos)                             | Itália     | 55    |
| 20 de janeiro de 1834   | criação de 2 Cardeais:                                                        | Vaticano   | 57    |
| 20 de janeiro de 1834   | Giacomo Luigi Brignole                                                        | Itália     | 57    |
| 20 de janeiro de 1834   | Nicola Grimaldi                                                               | Itália     | 57    |
| 24 de fevereiro de 1834 | Morte do Cardeal Pietro Caprano (74 anos)                                     | Itália     | 56    |
| 15 de maio de 1834      | Morte do Cardeal Benedetto Cappelletti (69 anos)                              | Itália     | 55    |
| 23 de junho de 1834     | criação de 3 Cardeais + 6 In Pectore + 1 Revelação In Pectore:                | Vaticano   | 57    |
| 23 de junho de 1834     | Francesco Canali                                                              | Itália     | 57    |
| 23 de junho de 1834     | Luigi Bottiglia Savoulx                                                       | Itália     | 57    |
| 23 de junho de 1834     | Paolo Polidori                                                                | Itália     | 57    |
| 23 de junho de 1834     | Gaetano Trigona e Parisi                                                      | Itália     | 57    |
| 7 de agosto de 1834     | Morte do Cardeal Antonio Frosini (82 anos)                                    | Itália     | 58    |
| 19 de julho de 1834     | Morte do Cardeal Antonio Pallotta (64 anos)                                   | Itália     | 57    |
| 29 de outubro de 1834   | Morte do Cardeal Giacinto Placido Zurla, O.S.B.Cam. (65 anos)                 | Itália     | 56    |
| 12 de março de 1834     | Morte do Cardeal Giuseppe Albani (84 anos)                                    | Itália     | 55    |
| 4 de junho de 1835      | criação de 1 Cardeal + 1 In Pectore + 3 Revelação In Pectore:                 | Vaticano   | 57    |
| 4 de junho de 1835      | Giuseppe Alberghini                                                           | Itália     | 57    |
| 4 de junho de 1835      | Giuseppe della Porta Rodiani                                                  | Itália     | 57    |
| 4 de junho de 1835      | Alessandro Spada                                                              | Itália     | 57    |
| 4 de junho de 1835      | Placido Maria Tadini, O.C.D.                                                  | Itália     | 57    |
| 11 de abril de 1835     | Morte do Cardeal Francesco Canali (70 anos)                                   | Itália     | 58    |
| 3 de junho de 1835      | Morte do cardeal Francesco Maria Pandolfi Alberici (71 anos)                  | Itália     | 57    |
| 30 de janeiro de 1836   | Morte do cardeal Pedro Inguanzo Rivero (71 anos)                              | Espanha    | 56    |
| 1 de fevereiro de 1836  | criação de 2 Cardeais:                                                        | Vaticano   | 58    |
| 1 de fevereiro de 1836  | Jean-Louis Lefebvre de Cheverus                                               | França     | 58    |
| 1 de fevereiro de 1836  | Gabriele della Genga Sermattei                                                | Itália     | 58    |
| 11 de julho de 1836     | 3 Revelação In Pectore:                                                       | Vaticano   | 61    |
| 11 de julho de 1836     | Pietro Ostini                                                                 | Itália     | 61    |
| 11 de julho de 1836     | Luigi Frezza                                                                  | Itália     | 61    |
| 11 de julho de 1836     | Costantino Patrizi Naro                                                       | Itália     | 61    |
| 19 de julho de 1836     | Morte do cardeal Jean Lefebvre de Cheverus (68 anos)                          | França     | 60    |
| 14 de setembro de 1836  | Morte do Cardeal Luigi Bottiglia Savoulx (84 anos)                            | Itália     | 59    |
| 23 de novembro de 1836  | Morte do Cardeal Giuseppe Maria Velzi, O.P. (69 anos)                         | Itália     | 58    |
| 10 de abril de 1837     | Morte do Cardeal Thomas Weld (64 anos)                                        | Inglaterra | 57    |
| 19 de maio de 1837      | criação 1 Cardeal + 1 In Pectore:                                             | Vaticano   | 58    |
| 19 de maio de 1837      | Luigi Amat di San Filippo e Sorso                                             | Itália     | 58    |
| 18 de junho de 1837     | Morte do Cardeal Pietro Francesco Galleffi (66 anos)                          | Itália     | 57    |
| 5 de julho de 1837      | Morte do Cardeal Gaetano Trigona e Parisi (70 anos)                           | Itália     | 56    |
| 12 de setembro de 1837  | Morte do Cardeal Cesare Brancadoro (82 anos)                                  | Itália     | 55    |
| 14 de outubro de 1837   | Morte do Cardeal Luigi Frezza (54 anos)                                       | Itália     | 54    |
| 11 de setembro de 1837  | Morte do cardeal Domenico de Simone (68 anos)                                 | Itália     | 53    |
| 16 de novembro de 1837  | Morte do Cardeal Giorgio Doria Pamfilj Landi (64 anos)                        | Itália     | 52    |
| 5 de dezembro de 1837   | Morte do Cardeal Cesare Nembrini Pironi Gonzaga (69 anos)                     | Itália     | 51    |
| 12 de fevereiro de 1838 | criação 5 Cardeais + 3 In Pectore + 1 Revelação In Pectore:                   | Vaticano   | 57    |
| 12 de fevereiro de 1838 | Angelo Mai                                                                    | Itália     | 57    |
| 12 de fevereiro de 1838 | Luigi Ciacchi                                                                 | Itália     | 57    |
| 12 de fevereiro de 1838 | Chiarissimo Falconieri Mellini                                                | Itália     | 57    |
| 12 de fevereiro de 1838 | Giuseppe Mezzofanti                                                           | Itália     | 57    |
| 12 de fevereiro de 1838 | Antonio Francesco Orioli, O.F.M.Conv.                                         | Itália     | 57    |
| 12 de fevereiro de 1838 | Giuseppe Ugolini                                                              | Itália     | 57    |
| 13 de setembro de 1838  | criação 1 Cardeal + 1 Cardeal In Pectore + 1 Revelação In Pectore:            | Vaticano   | 59    |
| 13 de setembro de 1838  | Adriano Fieschi                                                               | Itália     | 59    |
| 13 de setembro de 1838  | Engelbert Sterckx                                                             | Itália     | 59    |
| 14 de novembro de 1838  | Morte do Cardeal Giovanni Antonio Benvenuti (73 anos)                         | Itália     | 58    |
| 30 de novembro de 1838  | criação 1 Cardeal In Pectore:                                                 | Vaticano   | 57    |
| 30 de novembro de 1838  | Renuncia do cardeal Carlo Odescalchi, S.J.                                    | Vaticano   | 57    |
| 18 de fevereiro de 1839 | criação 1 Cardeal In Pectore + 2 Revelação In Pectore:                        | Vaticano   | 59    |
| 18 de fevereiro de 1839 | Giovanni Soglia Ceroni                                                        | Itália     | 59    |
| 18 de fevereiro de 1839 | Antonio Tosti                                                                 | Itália     | 59    |
| 13 de maio de 1839      | Morte do cardeal Joseph Fesch (76 anos)                                       | França     | 58    |
| 23 de junho de 1839     | Morte do Cardeal Giuseppe Antonio Sala (76 anos)                              | Itália     | 57    |
| 8 de julho de 1839      | criação 1 Cardeal + 3 Revelação In Pectore:                                   | Vaticano   | 61    |
| 8 de julho de 1839      | Ambrogio Bianchi O.S.B.Cam.                                                   | Itália     | 61    |
| 8 de julho de 1839      | Filippo De Angelis                                                            | Itália     | 61    |
| 8 de julho de 1839      | Gabriele Ferretti                                                             | Itália     | 61    |
| 8 de julho de 1839      | Ferdinando Maria Pignatelli, C.R.                                             | Itália     | 61    |
| 10 de julho de 1839     | Morte do Cardeal Joachim-Jean-Xavier d'Isoard (72 anos)                       | França     | 60    |
| 28 de outubro de 1839   | Morte do cardeal Francesco Tiberi Contigliano (66 anos)                       | Itália     | 59    |
| 12 de julho de 1839     | Morte do Cardeal Emmanuele de Gregorio (80 anos)                              | Itália     | 58    |
| 1 de dezembro de 1839   | Morte do Cardeal Jean-Baptist-Marie-Anne-Antoine de Latil (78 anos)           | França     | 57    |
| 23 de dezembro de 1839  | criação 1 Cardeal + 3 In Pectore:                                             | Vaticano   | 58    |
| 23 de dezembro de 1839  | Hugues-Robert-Jean-Charles de la Tour d'Auvergne-Lauragais                    | França     | 58    |
| 1 de março de 1840      | Morte do Cardeal Patrício da Silva, O.S.A. (83 anos)                          | Portugal   | 57    |
| 22 de julho de 1840     | Morte do Cardeal Ercole Dandini (81 anos)                                     | Itália     | 56    |
| 18 de novembro de 1840  | Morte do cardeal Giovanni Francesco Falzacappa (73 anos)                      | Itália     | 55    |
| 14 de dezembro de 1840  | criação 2 In Pectore + 2 Revelação In Pectore:                                | Vaticano   | 57    |
| 14 de dezembro de 1840  | Giovanni Maria Mastai Ferretti (futuro Papa Pio IX)                           | Itália     | 57    |
| 14 de dezembro de 1840  | Gaspare Bernardo Pianetti                                                     | Itália     | 57    |
| 1 de março de 1841      | criação 1 Cardeal:                                                            | Vaticano   | 58    |
| 1 de março de 1841      | Louis Jacques Maurice de Bonald                                               | Itália     | 58    |
| 16 de março de 1841     | Morte do Cardeal Juan Francisco Marco y Catalán (69 anos)                     | Espanha    | 57    |
| 25 de abril de 1841     | Morte do cardeal Antonio Domenico Gamberini (80 anos)                         | Itália     | 56    |
| 12 de julho de 1841     | criação 1 Cardeal In Pectore + 1 Revelação In Pectore:                        | Vaticano   | 57    |
| 12 de julho de 1841     | Silvestro Belli                                                               | Itália     | 57    |
| 17 de agosto de 1841    | Morte do cardeal Carlo Odescalchi, S.J. (56 anos)                             | Itália     | 57    |
| 18 de dezembro de 1841  | Morte do Cardeal Giuseppe della Porta Rodiani (68 anos)                       | Itália     | 56    |
| 24 de janeiro de 1842   | criação 2 Cardeais + 3 Revelação In Pectore:                                  | Vaticano   | 58    |
| 24 de janeiro de 1842   | Francesco Saverio Massimo                                                     | Itália     | 58    |
| 24 de janeiro de 1842   | Charles Januarius Acton                                                       | Itália     | 58    |
| 24 de janeiro de 1842   | Luigi Vannicelli Casoni                                                       | Itália     | 58    |
| 24 de janeiro de 1842   | Cosimo Corsi                                                                  | Itália     | 58    |
| 24 de janeiro de 1842   | Frederico João de Schwarzenberg                                               | Áustria    | 58    |
| 22 de março de 1842     | Morte do Cardeal Giuseppe Morozzo Della Rocca (84 anos)                       | Itália     | 60    |
| 11 de julho de 1842     | Morte do Cardeal Agostino Rivarola (84 anos)                                  | Itália     | 59    |
| 27 de janeiro de 1843   | criação 4 Cardeais:                                                           | Vaticano   | 63    |
| 27 de janeiro de 1843   | Paolo Mangelli Orsi                                                           | Itália     | 63    |
| 27 de janeiro de 1843   | Giovanni Serafini                                                             | Áustria    | 63    |
| 27 de janeiro de 1843   | Francesco di Paola Villadecani                                                | Itália     | 63    |
| 27 de janeiro de 1843   | Ignazio Giovanni Cadolini                                                     | Itália     | 63    |
| 24 de fevereiro de 1843 | Morte do Cardeal Giacomo Giustiniani (73 anos)                                | Itália     | 62    |
| 19 de junho de 1843     | criação 2 Cardeais:                                                           | Vaticano   | 64    |
| 19 de junho de 1843     | Antonio Maria Cadolini, B.                                                    | Itália     | 64    |
| 19 de junho de 1843     | Francisco de São Luís Saraiva, O.S.B.                                         | Portugal   | 64    |
| 8 de março de 1843      | Morte do Cardeal Fabrizio Sceberras Testaferrata (86 anos)                    | Itália     | 63    |
| 10 de novembro de 1843  | Morte do Cardeal Alessandro Giustiniani (65 anos)                             | Itália     | 62    |
| 19 de novembro de 1843  | Morte do cardeal Carlo Maria Pedicini (74 anos)                               | Itália     | 61    |
| 16 de dezembro de 1843  | Morte do Cardeal Alessandro Spada (56 anos)                                   | Itália     | 60    |
| 1 de janeiro de 1844    | Morte do Cardeal Gustav Maximilian von Croÿ (70 anos)                         | França     | 59    |
| 22 de janeiro de 1844   | criação 2 Cardeais + 1 In Pectore + 1 Revelação In Pectore:                   | Vaticano   | 62    |
| 22 de janeiro de 1844   | Tommaso Pasquale Gizzi                                                        | Itália     | 62    |
| 22 de janeiro de 1844   | Antonio Maria Cagiano de Azevedo                                              | Itália     | 62    |
| 22 de janeiro de 1844   | Niccola Clarelli Parracciani                                                  | Itália     | 62    |
| 29 de janeiro de 1844   | Morte do Cardeal Filippo Giudice Caracciolo, C.O. (58 anos)                   | Itália     | 61    |
| 31 de janeiro de 1844   | Morte do Cardeal Giovanni Battista Bussi (89 anos)                            | Itália     | 60    |
| 19 de abril de 1844     | Morte do cardeal Bartolomeo Pacca (77 anos)                                   | Itália     | 59    |
| 22 de julho de 1844     | criação 1 Cardeal + 4 In Pectore:                                             | Vaticano   | 60    |
| 22 de julho de 1844     | Domenico Carafa della Spina di Traetto                                        | Itália     | 60    |
| 9 de setembro de 1844   | Morte do Cardeal Silvestro Belli (62 anos)                                    | Itália     | 59    |
| 12 de janeiro de 1845   | Morte do cardeal Nicola Grimaldi (76 anos)                                    | Itália     | 58    |
| 18 de abril de 1845     | Morte do Cardeal Luigi Del Drago (68 anos)                                    | Itália     | 57    |
| 21 de abril de 1845     | 4 Revelação In Pectore:                                                       | Vaticano   | 61    |
| 21 de abril de 1845     | Lodovico Altieri                                                              | Itália     | 61    |
| 21 de abril de 1845     | Fabio Maria Asquini                                                           | Itália     | 61    |
| 21 de abril de 1845     | Francesco Capaccini                                                           | Itália     | 61    |
| 21 de abril de 1845     | Giuseppe Antonio Zacchia Rondinini                                            | Itália     | 61    |
| 5 de julho de 1845      | Morte do Cardeal Francisco de São Luís Saraiva, O.S.B. (79 anos)              | Portugal   | 60    |
| 15 de junho de 1845     | Morte do cardeal Francesco Capaccini (60 anos)                                | Itália     | 59    |
| 24 de novembro de 1845  | 2 Revelação In Pectore:                                                       | Vaticano   | 61    |
| 24 de novembro de 1845  | Giacomo Piccolomini                                                           | Itália     | 61    |
| 24 de novembro de 1845  | Lorenzo Simonetti                                                             | Itália     | 61    |
| 26 de novembro de 1845  | Morte do Cardeal Giuseppe Antonio Zacchia Rondinini (58 anos)                 | Itália     | 60    |
| 19 de janeiro de 1846   | Criação 3 Cardeais + 6 In Pectore:                                            | Vaticano   | 63    |
| 19 de janeiro de 1846   | Joseph Bernet                                                                 | França     | 63    |
| 19 de janeiro de 1846   | Guilherme Henriques de Carvalho                                               | Portugal   | 63    |
| 19 de janeiro de 1846   | Sisto Riario Sforza                                                           | Itália     | 63    |
| 3 de abril de 1846      | Morte do cardeal Paolo Mangelli Orsi (83 anos)                                | Itália     | 62    |
| 1 de junho de 1846      | Morte do Papa Gregório XVI (80 anos)                                          | Vaticano   | 62    |